# Kalophrynus bunguranus
Kalophrynus bunguranus är en groddjursart som först beskrevs av Günther 1895.  Kalophrynus bunguranus ingår i släktet Kalophrynus och familjen Microhylidae. IUCN kategoriserar arten globalt som otillräckligt studerad. Inga underarter finns listade i Catalogue of Life.